# 西穀椰屬
西穀椰屬（學名：Metroxylon）是棕櫚目棕櫚科的一屬，約包含7個物種，原生於新幾內亞到太平洋群島一帶，其中碩莪樹（Metroxylon sagu）被引种到馬來群島各地，用以生產糧食西米。

## 分類
本屬屬於省藤亞科、省藤族，也是西穀椰亚族（Metroxylinae）的唯一一個屬。

### 内部分類
本属包含七个物种，如下：
- 象牙西穀椰 Metroxylon amicarum  (H.Wendl.) Hook.f.
- 保科氏西穀椰 Metroxylon paulcoxii  McClatchey
- 碩莪樹 Metroxylon sagu  Rottb.
- 所羅門西穀椰 Metroxylon salomonense  (Warb.) Becc.
- 烏波盧島西穀椰 Metroxylon upoluense Becc.
- 斐濟西穀椰 Metroxylon vitiense (H.Wendl.) Hook.f.
- 瓦氏西穀椰 Metroxylon warburgii (Heimerl) Becc.

## 外部連結
- 維基物種上的相關：西穀椰屬